# 弗朗西丝·阿什克罗夫特
弗朗西丝·阿什克罗夫特女爵士，DBE（英語：Dame Frances Mary Ashcroft，1952年—）是一位英国生理学家，主要研究方向是离子通道，现为牛津大学生理、解剖和遗传学系教授。